# Kriegsgraben
Der Kriegsgraben ist ein fast 11⁄2 Kilometer langer Bach im bayerischen Sandstein-Spessart und ein linker Zufluss des Mains im unterfränkischen Landkreis Miltenberg.

## Geographie

### Verlauf

#### Quellbereich
Der Kriegsgraben entspringt auf einer Höhe von 153 m ü. NHN im Wertheim-Miltenberger Maintal auf dem Gebiet der Gemeinde Kleinheubach im landwirtschaftlich intensiv genutzten Talraum des Mains. Die Quelle liegt etwa 300 Meter südöstlich des Markts Kleinheubach und nur knapp 40 Meter nordöstlich der Grenze zu Miltenberg, im Naturpark Bayerischer Odenwald, in offener Feldflur am Nordostfuß des mit Mischwald bestockten Heinebergs, der der Nordsporn des 458 m ü. NHN hohen Bullauer Bergs ist. Auf dessen Nordhang steht ein Funkturm und am Nordosthang befindet sich mitten im Wald mit dem Heinebrunnen eine gefasste Quelle ohne oberirdischen Abfluss.
Südwestlich der Quelle, oberhalb des Galgenhains, befindet sich am sanft ansteigenden Hangfuß, im Übergang zu einem größeren, geschlossenen Mischwald und unterhalb einer Obstbaumschule, ein von Hasel dominierter Heckenkomplex, der mit einzelnen Eichen, Kirschen, Aspen und verwilderten Apfelbäumen durchsetzt ist. Südöstlich schließen sich weitere ähnliche Hecken an, in denen neben den genannten Gehölzen auch Birken, Totholzbestände sowie stellenweise undurchdringliches Brombeergestrüpp vorkommen. Diese strukturreichen Gebüsche und Hecken bieten Lebensraum für zahlreiche Baum- und Heckenbrüter wie Meisen, Grasmücken, Rotschwänze und Wacholderdrosseln.
Geologisch ist das Quellgebiet von einer Talfüllung aus unter- bis mittelpleistozänen Flussablagerungen mit Sand und Kies geprägt, die stellenweise von Flusslehm überdeckt werden. Westlich davon treten periglazial entstandene Hangsedimente und Abschwemmmassen auf. Die umliegenden Hanglagen bestehen überwiegend aus pleistozänem Löss oder Lösslehm, teils als feinsandiger, karbonathaltiger Schluff, teils als tonig-feinsandiger, karbonatfreier Schluff ausgebildet. Die Böden darüber sind vorherrschend als Braunerde entwickelt.

#### Weiterer Verlauf
Der Kriegsgraben fließt zunächst stark begradigt nordostwärts, begleitet auf seiner linken Seite von einem Feldweg. Sein Lauf ist hier als schmaler Graben mit flachen, grasbewachsenen Böschungen ausgebildet, an den die Äcker bis dicht heranreichen und Ufergehölze fehlen. Er durchzieht dabei mittel- bis hochertragreich genutzte Ackerflächen der Flur Galgenrein Äcker und passiert rechts zunächst eine Streuobstwiese, anschließend eine Obstplantage. Etwas über 100 Meter vom Bach entfernt liegen parallel zu seinem Lauf auf der rechten Seite die Reste einer etwa 300 Meter langen und 100 Meter breiten Siedlung aus vor- und frühgeschichtlicher Zeitstellung.  Nach rund 250 Metern unterquert der Kriegsgraben eine asphaltierte Zufahrtsstraße und folgt anschließend südlich der Kreisstraße MIL 4, die in diesem Abschnitt den Namen Am Hundsrück trägt. Gegenüber, auf der nördlichen Straßenseite, befinden sich das Werksgelände der Kaiser Bekleidungs GmbH sowie das der HASSLACHER Holzbauteile GmbH & Co. KG, die beide zum Gewerbegebiet Kleinheubach West gehören.
Der Bach tritt dort in eine Verrohrung ein und wird unter die Aufschüttung des groß dimensionierten Kreuzungsbauwerks der Bundesstraße 469 mit der Staatsstraße 2441 sowie deren Zufahrtsrampen geführt, wo er knapp 200 Meter unterirdisch verläuft. Erst nördlich der Straßenanlage kommt er westlich der Straße Am Hundsrück wieder an die Oberfläche, um etwa 70 Meter weiter westlich der Wohnstraße In der Seehecke endgültig verdolt im Untergrund zu verschwinden. Er quert anschließend diese Straße und danach die Straße Im Mittelgewann und zieht dann entlang der St 2441 in Richtung Nordnordosten. Kurz darauf unterquert er die Gleisanlagen der Bahnstrecke Aschaffenburg–Miltenberg und anschließend zwei Auffahrtstraßen zur Staatsstraße.
Er kreuzt nun die Hauptstraße, auf der ein Wanderweg des Odenwaldklubs verläuft, der dann auf der St 2441 weiterführt, und fließt, begleitet von dichtem Ufergehölz, nordostwärts am auf seiner linken Seite liegenden Gebäude der Freiwilligen Feuerwehr Kleinheubach vorbei. Kurz danach quert er den Weg Im Steiner, auf dem der Fernradweg Main-Radweg führt. Anschließend zieht er durch den Park des in den Jahren 1721 bis 1732 erbauten Schlosses Löwenstein, dessen Teilflächen durch geschotterte und geteerte Wege sowie gemähte Rasenflächen gegliedert sind, und verläuft entlang einer steilen Böschung, die zum Mainufer abfällt, parallel zur Verbindungsstraße Groß- nach Kleinheubach. Dabei passiert er eine Orangerie, einen eingeschossigen Walmdachbau mit T-förmigem Grundriss, Putzfassade und großen Rundbogenfenstern aus der ersten Hälfte des 19. Jahrhunderts. Angrenzend befindet sich ein Gewächshausanbau aus Stahl und Glas auf einem Sandsteinsockel, entstanden in der ersten Hälfte des 20. Jahrhunderts. Die Orangerie ist von einem dichten und artenreichen Gehölzsaum umgeben, in dem Kastanien, Ahorne, Linden, Platanen, Robinien und Buchen wachsen. Der Bach quert noch einen Fußweg, auf dem der Fernwanderweg Unterfränkischer Limesweg verläuft.

#### Mündung

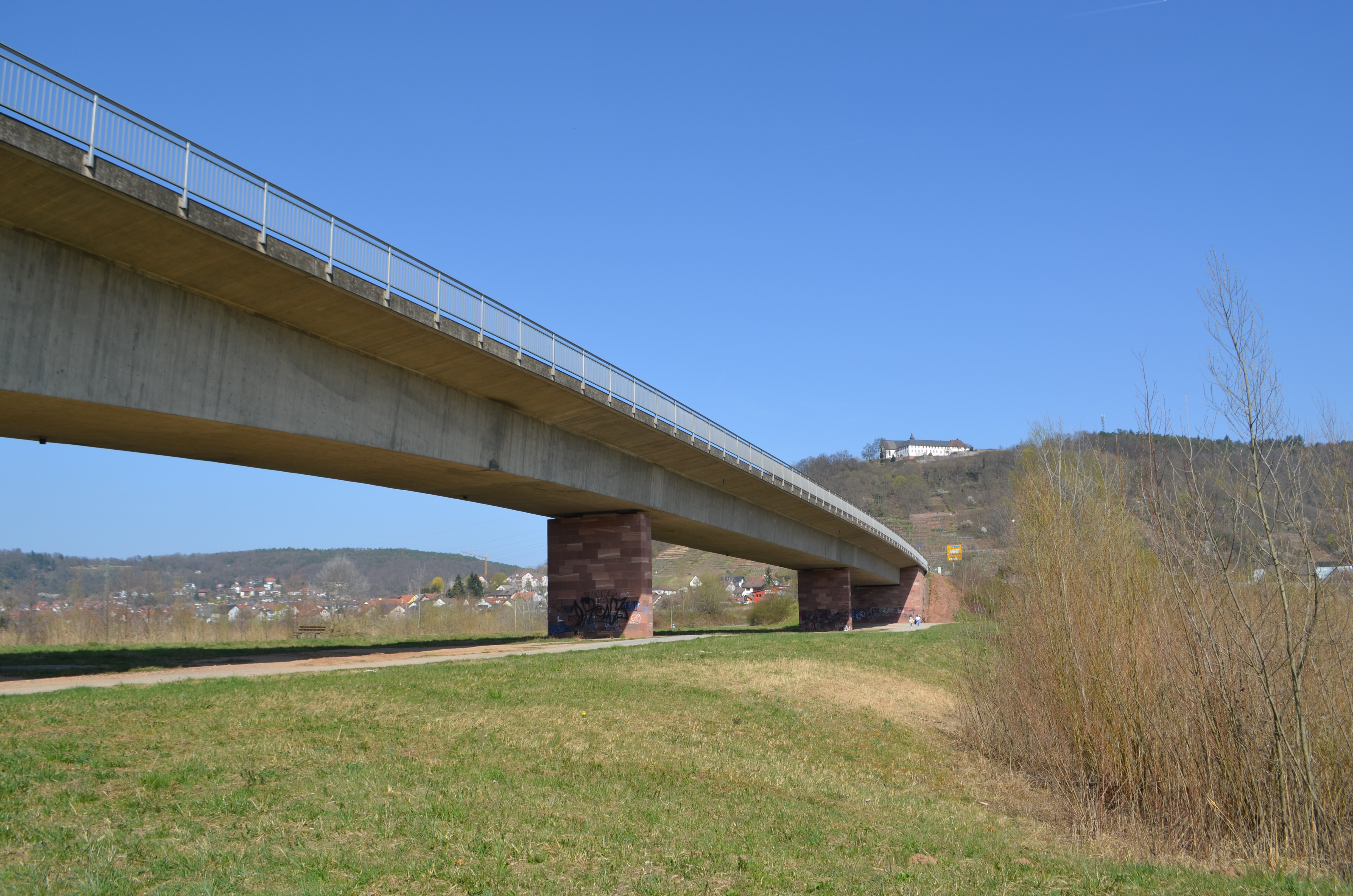
Die Heubachbrücke

Der Kriegsgraben mündet schließlich, aus Südwesten kommend, auf 122 m ü. NHN direkt unterhalb der Heubachbrücke, einer 1974 erbauten Beton-Kastenträgerbrücke, die Großheubach mit Kleinheubach verbindet, von links in den aus Südosten heranströmenden Main. Sein insgesamt etwa 1,38 km langer Lauf endet ungefähr 31 Höhenmeter unterhalb seiner Quelle, er hat somit ein mittleres Sohlgefälle von etwa 26 ‰.
Am Ufer des Mains wachsen dort Erlen und Pappeln.

### Einzugsgebiet
Das 86,7 ha große Einzugsgebiet des Kriegsgrabens liegt im  Wertheim-Miltenberger Maintal und entwässert über den Main und den Rhein in die Nordsee.
Es grenzt
- im Süden an das Einzugsgebiet des Springerbachs, der in den Main mündet;
- im Südwesten und Westen an das des Rüdenauer Bachs, der ebenfalls in den Main entwässert, und
- ansonsten an das direkte Einzugsgebiet des Mains.

Das Gebiet am Heineberg ist überwiegend bewaldet. Im mittleren Abschnitt dominieren landwirtschaftliche Nutzflächen, während am Unterlauf und im Mündungsbereich Siedlungsflächen vorherrschen.